# Vars (Charente)
Vars (Aussprache [vars]) ist eine ehemalige französische Gemeinde mit 2.163 Einwohnern (Stand: 1. Januar 2022) im Département Charente in der Region Nouvelle-Aquitaine. Sie gehörte zum Arrondissement Confolens. Die Einwohner werden Varsois und Varsoises genannt.
Der Erlass des Präfekten vom 6. November 2024 legte mit Wirkung zum 1. Januar 2025 die Eingliederung von Vars als Commune déléguée zusammen mit der früheren Gemeinde Montignac-Charente zur Commune nouvelle La Boixe fest.

## Geografie

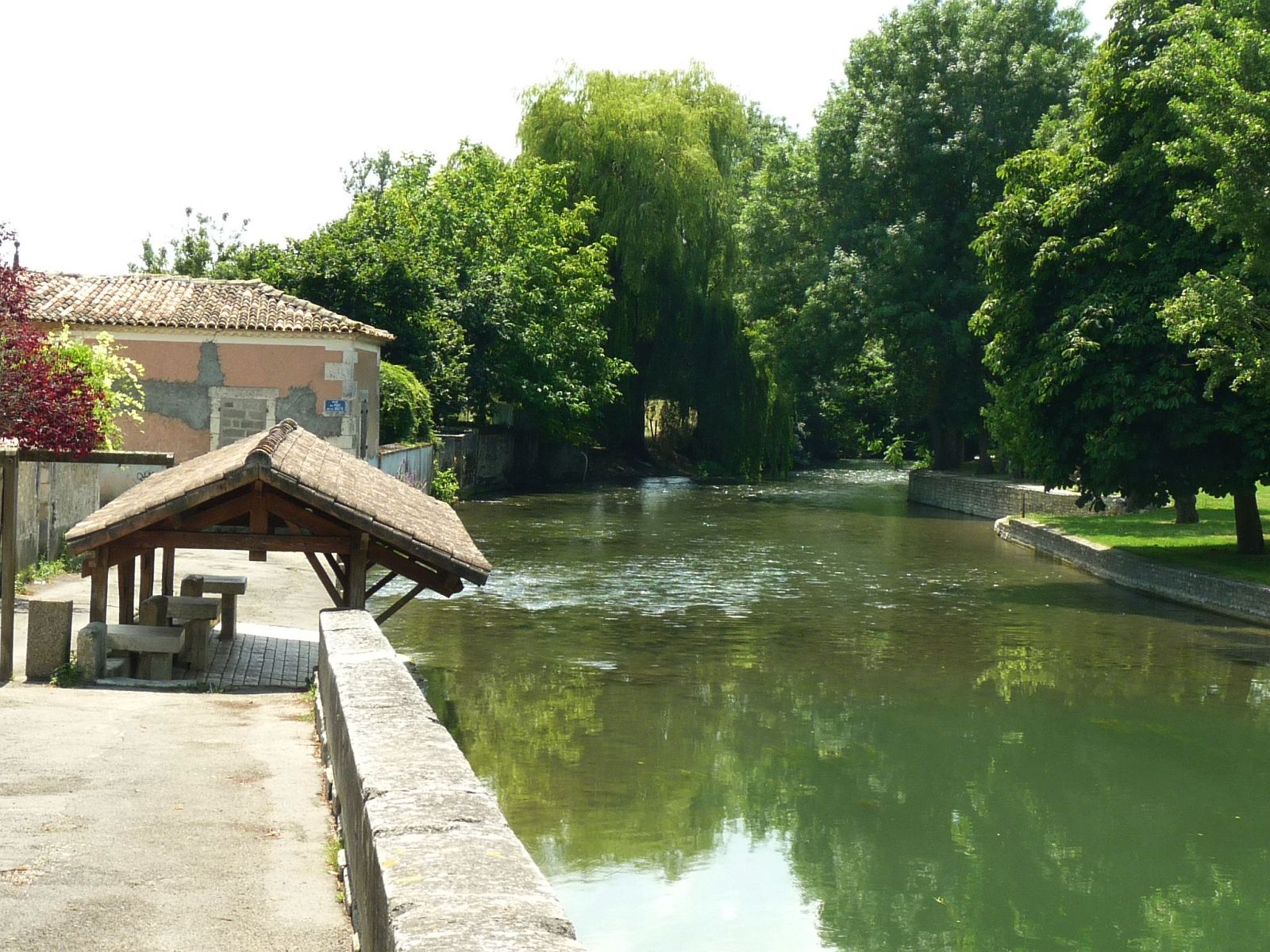
Die Charente bei Vars

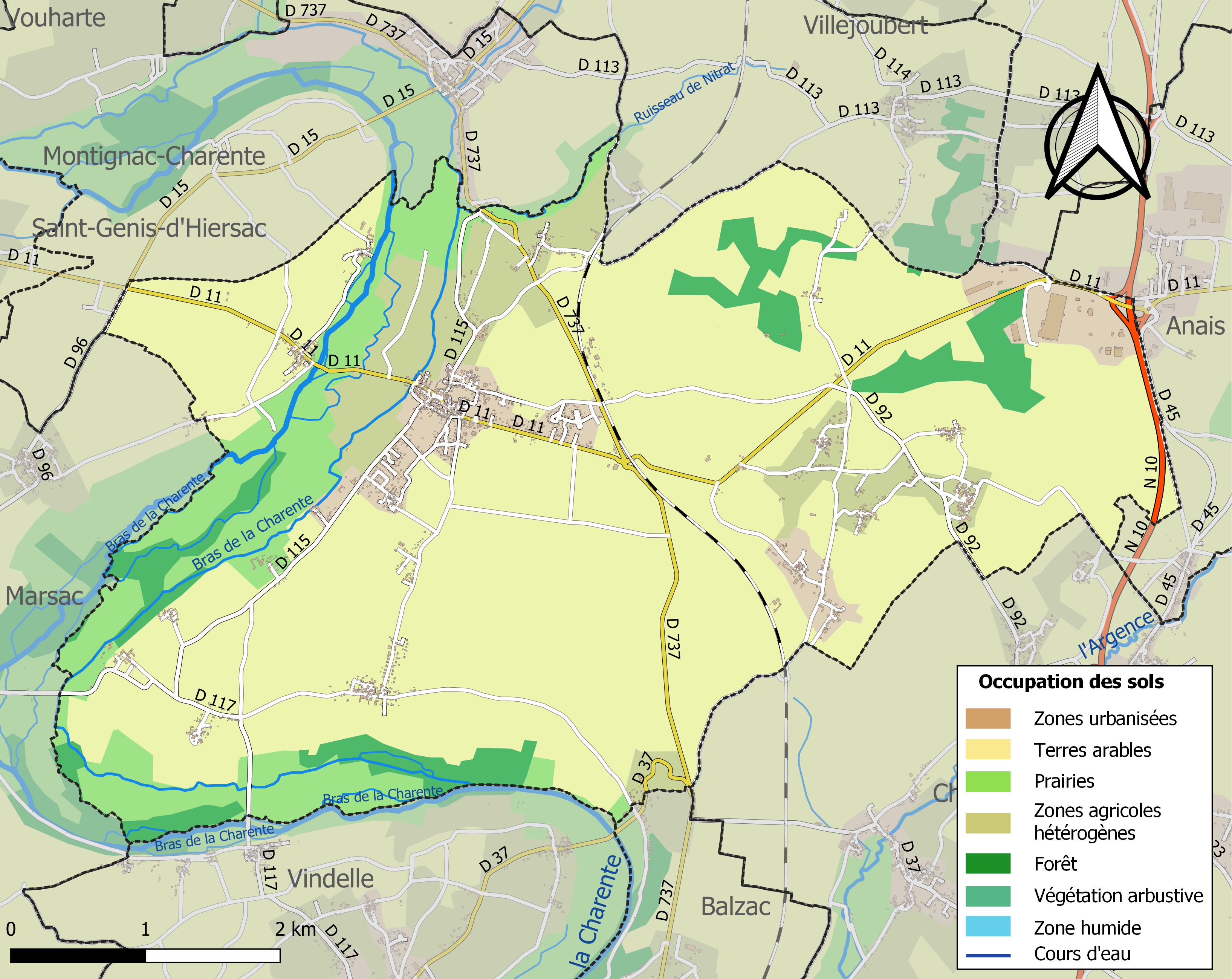
Bodennutzung, Hydrografie und Infrastruktur von Vars (2018)

Vars liegt etwa 13 Kilometer nordnordwestlich von Angoulême in der historischen Provinz des Angoumois am linken Ufer der Charente, deren Flussschlingen durch mehrere Flussarme durchsetzt werden. Der Ort wird außerdem vom Ruisseau de Nitrat, einem kleinen Zufluss der Charente, entwässert, der den Ort im Norden abschnittsweise begrenzt.
Das Zentrum liegt auf einer Höhe von etwa 48 m. Das Bodenrelief steigt vom Charente-Tal nach Osten hin erst sanft, später steiler bis auf 153 m an. Der tiefste Punkt mit 35 m Höhe wird im Südwesten beim Austritt der Charente aus dem Ortsgebiet gemessen.
Teile des Gebiets von Vars gehören zum Natura 2000-Schutzgebiet „Vallée de la Charente en amont d’Angoulême“ (FR5412006) und von drei ZNIEFF-Naturzonen.
Rund 88 % der Fläche von Vars werden landwirtschaftlich, hauptsächlich als Kulturboden genutzt, rund 7 % sind bewaldet, rund 4 % entfallen auf bebaute Flächen, 2 % auf Industrie-, Gewerbe- und Verkehrsflächen (Stand: 2018).
Umgeben wird Vars von der Commune déléguée Montignac-Charente im Norden und Nordwesten und von den Nachbargemeinden Saint-Amant-de-Boixe im Norden und Nordosten, Tourriers im Nordosten, Anais im Osten, Champniers im Südosten, Balzac im Süden, Vindelle im Süden und Südwesten sowie Marsac im Westen und Südwesten.

## Geschichte
Als ehemalige Sommerresidenz der Bischöfe von Angoulême war Vars im 11. Jahrhundert auch Sitz eines Erzpriesters der Diözese Angoulême.

## Bevölkerungsentwicklung
| Vars: Einwohnerzahlen von 1793 bis 2020                                                                                    | Vars: Einwohnerzahlen von 1793 bis 2020 | Vars: Einwohnerzahlen von 1793 bis 2020 | Vars: Einwohnerzahlen von 1793 bis 2020 | Vars: Einwohnerzahlen von 1793 bis 2020 |
| --- | --------------------------------------- | --------------------------------------- | --------------------------------------- | --------------------------------------- |
| Jahr |                                         |                                         |                                         | Einwohner                               |
| 1793 | 1793                                    |                                         | 1.689                                   | 1.689                                   |
| 1800 | 1800                                    |                                         | 1.858                                   | 1.858                                   |
| 1806 | 1806                                    |                                         | 1.796                                   | 1.796                                   |
| 1821 | 1821                                    |                                         | 1.978                                   | 1.978                                   |
| 1831 | 1831                                    |                                         | 1.987                                   | 1.987                                   |
| 1841 | 1841                                    |                                         | 2.035                                   | 2.035                                   |
| 1846 | 1846                                    |                                         | 1.941                                   | 1.941                                   |
| 1851 | 1851                                    |                                         | 2.076                                   | 2.076                                   |
| 1856 | 1856                                    |                                         | 1.869                                   | 1.869                                   |
| 1861 | 1861                                    |                                         | 1.903                                   | 1.903                                   |
| 1866 | 1866                                    |                                         | 2.011                                   | 2.011                                   |
| 1872 | 1872                                    |                                         | 1.948                                   | 1.948                                   |
| 1876 | 1876                                    |                                         | 1.948                                   | 1.948                                   |
| 1881 | 1881                                    |                                         | 1.934                                   | 1.934                                   |
| 1886 | 1886                                    |                                         | 1.713                                   | 1.713                                   |
| 1891 | 1891                                    |                                         | 1.561                                   | 1.561                                   |
| 1896 | 1896                                    |                                         | 1.551                                   | 1.551                                   |
| 1901 | 1901                                    |                                         | 1.570                                   | 1.570                                   |
| 1906 | 1906                                    |                                         | 1.557                                   | 1.557                                   |
| 1911 | 1911                                    |                                         | 1.408                                   | 1.408                                   |
| 1921 | 1921                                    |                                         | 1.157                                   | 1.157                                   |
| 1926 | 1926                                    |                                         | 1.225                                   | 1.225                                   |
| 1931 | 1931                                    |                                         | 1.166                                   | 1.166                                   |
| 1936 | 1936                                    |                                         | 1.202                                   | 1.202                                   |
| 1946 | 1946                                    |                                         | 1.178                                   | 1.178                                   |
| 1954 | 1954                                    |                                         | 1.092                                   | 1.092                                   |
| 1962 | 1962                                    |                                         | 1.089                                   | 1.089                                   |
| 1968 | 1968                                    |                                         | 1.306                                   | 1.306                                   |
| 1975 | 1975                                    |                                         | 1.340                                   | 1.340                                   |
| 1982 | 1982                                    |                                         | 1.551                                   | 1.551                                   |
| 1990 | 1990                                    |                                         | 1.511                                   | 1.511                                   |
| 1999 | 1999                                    |                                         | 1.567                                   | 1.567                                   |
| 2006 | 2006                                    |                                         | 1.804                                   | 1.804                                   |
| 2013 | 2013                                    |                                         | 2.021                                   | 2.021                                   |
| 2020 | 2020                                    |                                         | 2.166                                   | 2.166                                   |
| Quelle(n): EHESS/Cassini bis 1999, INSEE ab 2006 Anmerkung(en): Ab 1962 offizielle Zahlen ohne Einwohner mit Zweitwohnsitz |                                         |                                         |                                         |                                         |

## Sehenswürdigkeiten
- Kirche Saint-Denis, neoromanische Wehrkirche, errichtet im 16. Jahrhundert an der Stelle eines Vorgängerbaus aus dem 12. Jahrhundert, der während der Hugenottenkriege zerstört worden war
- Logis Le Portal aus dem 17. Jahrhundert, Fassaden und Dächer, Ringmauern und Eingangsportale seit 2006 als Monument historique eingeschrieben
- Schloss Vars aus dem 17. Und 18. Jahrhundert, ehemalige Residenz der Bischöfe von Angoulême
- Getreidemühle an der Charente
- Waschhaus

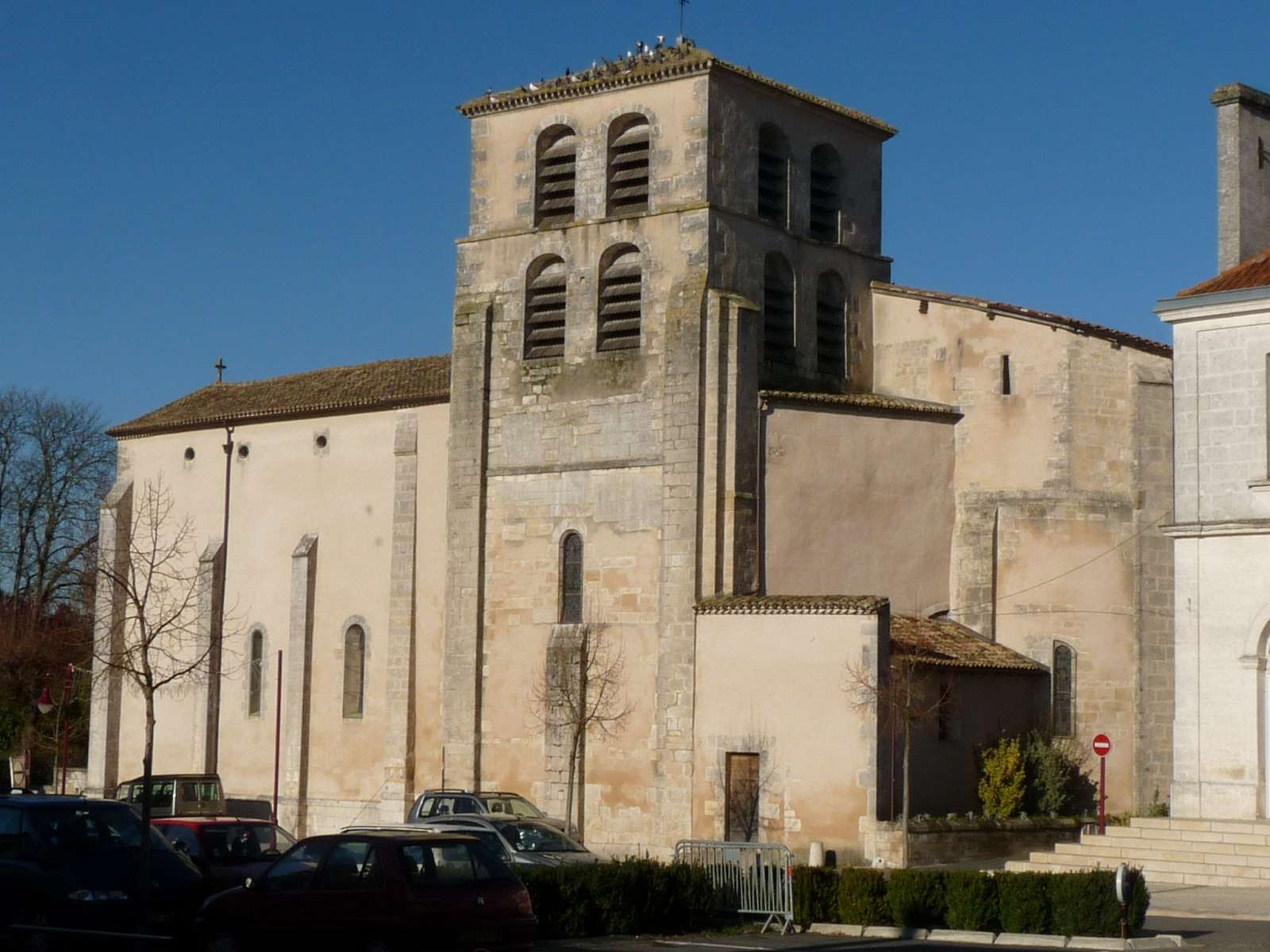
Kirche Saint-Denis
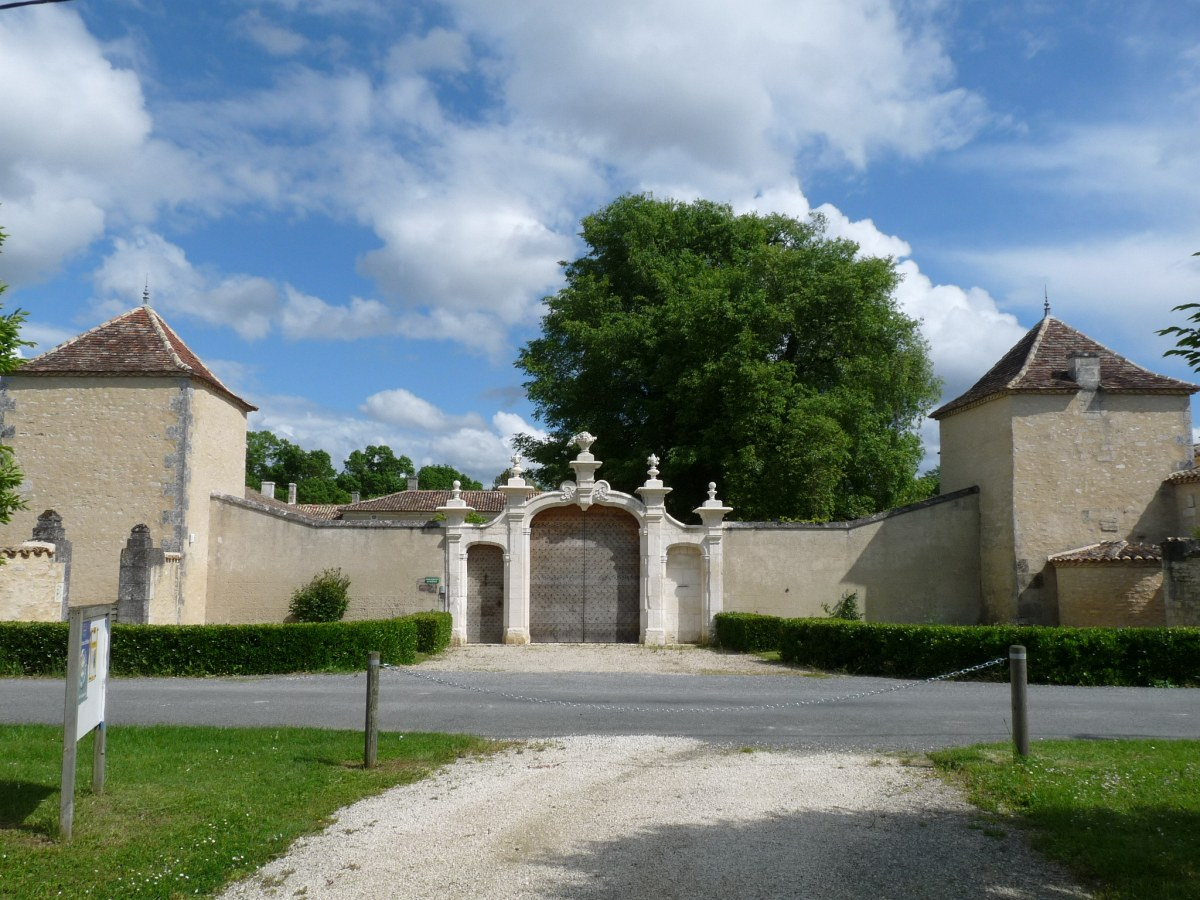
Logis Le Portal
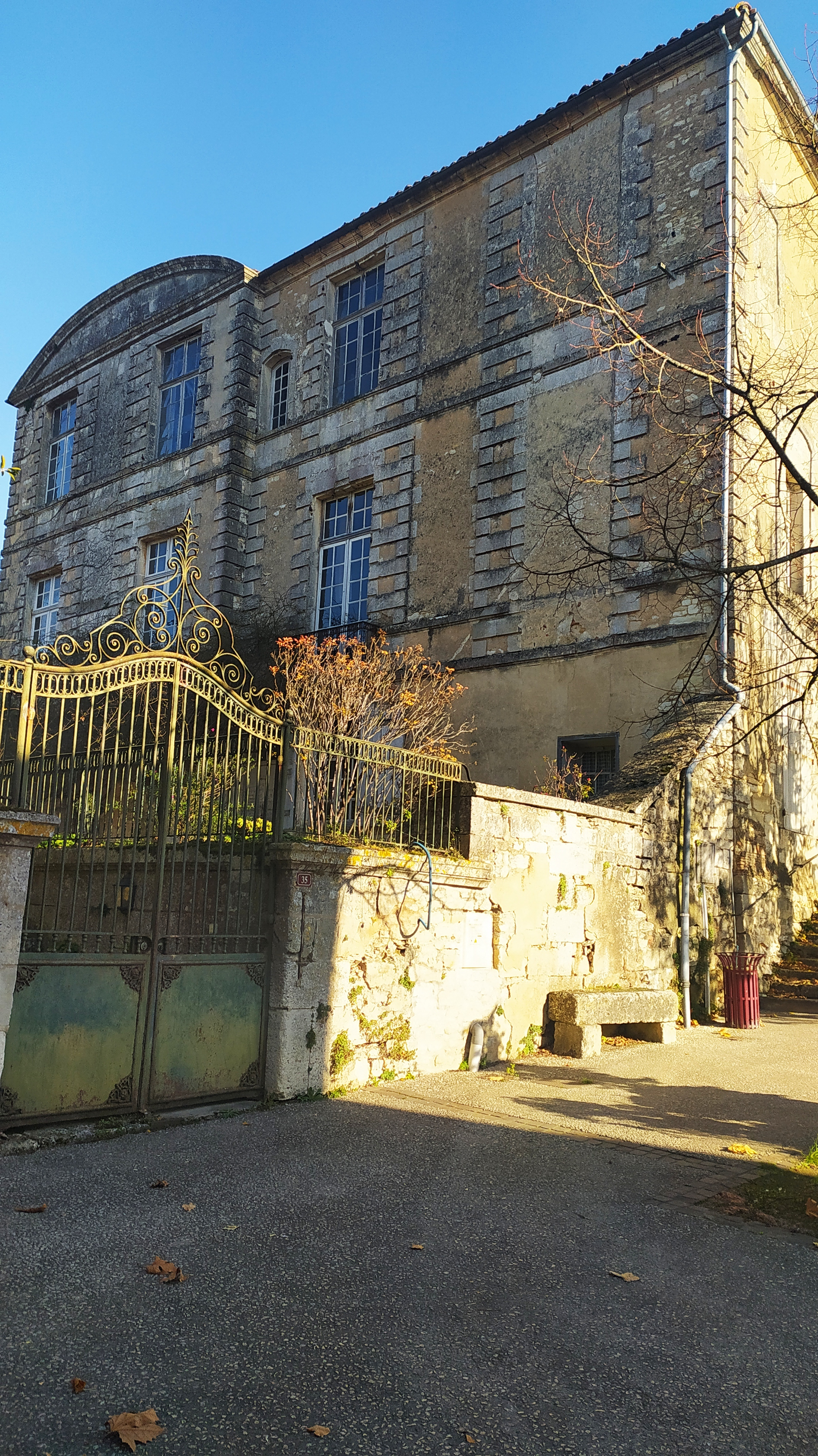
Schloss Vars
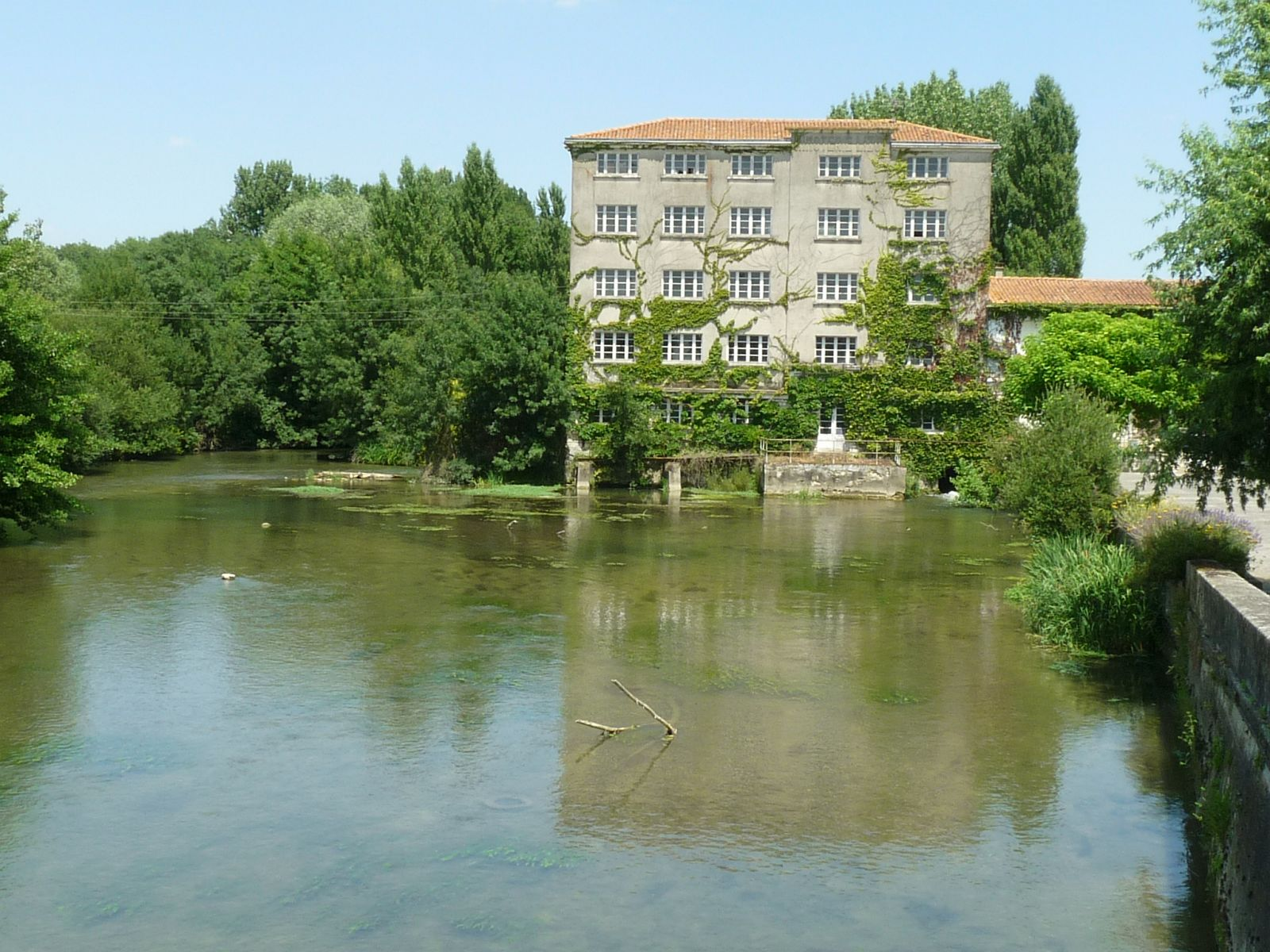
Getreidemühle an der Charente
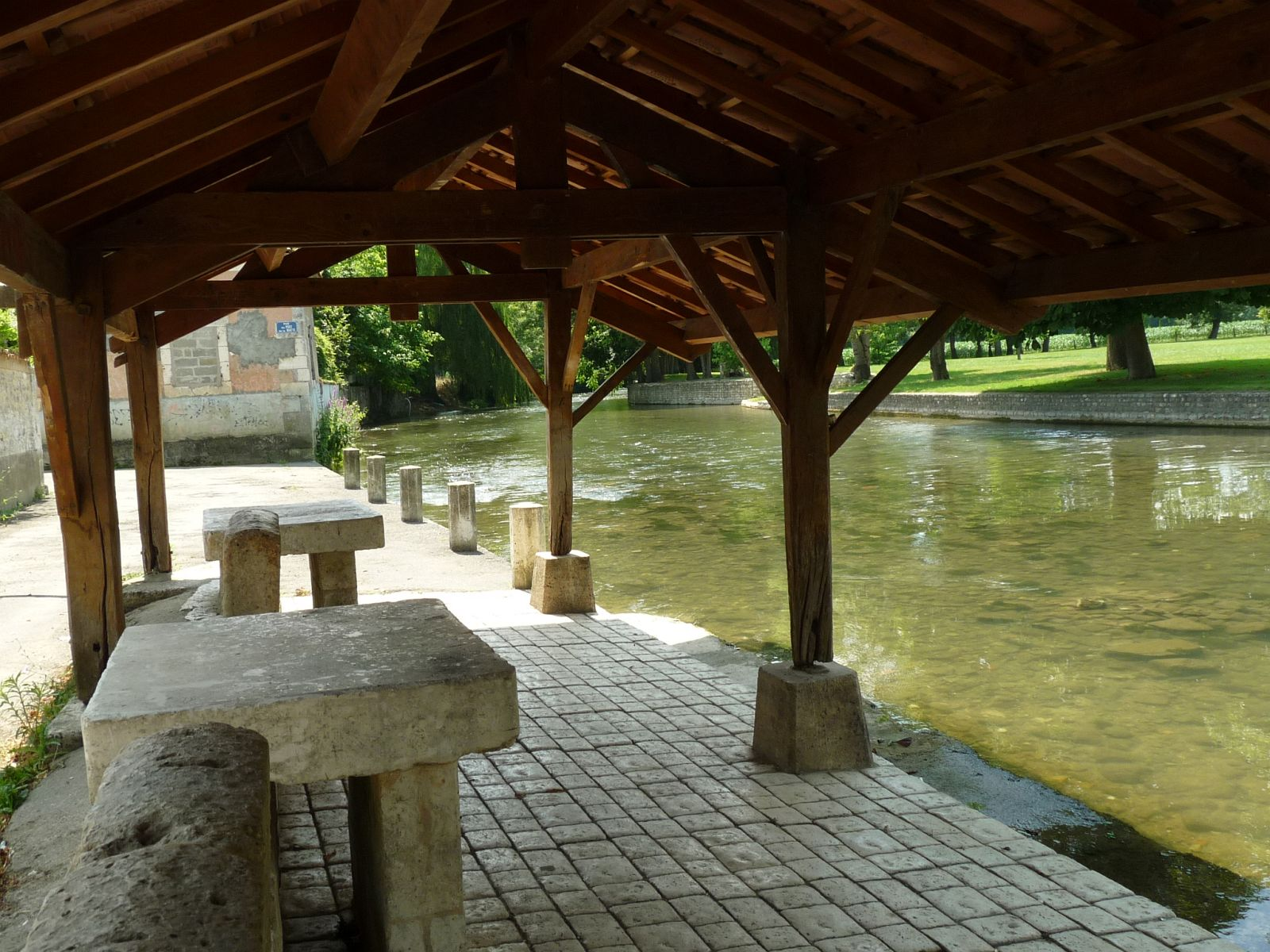
Waschhaus

## Persönlichkeiten
- Octavien de Saint-Gelais (1468–1502), französischer Kleriker und Dichter, verstorben in Vars